# Veikko Lommi
Veikko Lommi, né le 7 novembre 1917 et mort le 20 juin 1989, est un rameur finlandais.

## Biographie

### Palmarès

#### Aviron aux Jeux olympiques
- 1952 à Helsinki,  Finlande
  -  Médaille de bronze en quatre sans barreur[1]